# ハンス＝ヨアヒム・マルセイユ
ハンス＝ヨアヒム・ヴァルター・ルドルフ・ジークフリート・マルセイユ（Hans-Joachim "Jochen" Walter Rudolf Siegfried Marseille、1919年12月13日 - 1942年9月30日）は、第二次世界大戦のアフリカ戦線で活躍したドイツ空軍のエース・パイロット。空軍大尉。彼は北アフリカ戦線での活躍と自由奔放なライフスタイルで有名であった。戦闘機パイロットとして最も成功した人物であり、あだ名はアフリカの星。マルセイユは全戦績Bf109を操縦し、通算撃墜スコアは158機。内、151機が北アフリカのイギリス空軍相手であった。西側連合国相手にトップの撃墜数を記録した。
マルセイユはフランスのユグノーを祖先として、1938年にドイツ空軍入隊。20歳の時、ドイツ空軍の戦闘機養成学校を修了し、バトル・オブ・ブリテンに従軍。魅力あふれる人物で、夜の方の生活も盛んで、翌朝飛行が許可されなかったこともあった。規律のだらしなさ故、1941年4月第27戦闘航空団（en:Jagdgeschwader 27）へと転属され、北アフリカ戦線を戦った。
マルセイユの才能を見抜いた第27戦闘航空団の新しい指揮官はマルセイユを指導し、マルセイユも戦闘機の操縦手としてめきめきと腕を磨いた。マルセイユは1942年9月1日、敵機17機を撃墜し、柏葉・剣・ダイヤモンド付騎士鉄十字章を授与され、戦闘機パイロットとして頂点に立つ。しかし、勲章授与の29日後、マルセイユは自身の戦闘機のエンジン不調により、死亡した。

## 経歴
マルセイユは1919年11月13日、父方の祖先がフランス人を持つ、母シャルロットと父ゲオルクを両親として生まれる。少年時代、マルセイユは虚弱でインフルエンザで死にかけたことがある。父親は第一次世界大戦で将校で除隊後はベルリン警察に勤めていた。
マルセイユが子供の頃、両親は離婚し、母はロイターという名の警察官と結婚する。マルセイユは当初は継父の名字に変えたが、後に実の父親の名前に戻った。マルセイユは実の父親との関係は良好とはいえず、離婚後ハンブルクにいる父親と会うことを断っていた。マルセイユは父親とは和解しようとしたが、父親はマルセイユがドイツ空軍所属にして間もない頃に夜遊びを教えるなどしており、結局父親との和解はならず、二度と会うことはなかった。
マルセイユにはインゲボルクという姉がいた。マルセイユは1941年12月終わりにアテネで療養していると、母親からベルリンより電報を受けとり、ベルリンに行くことになった。実家に着くと、ウィーンに居住していた恋人によって姉が殺されていたことを知る。マルセイユはこの事件に衝撃を受け、二度と感情面で回復することはなかった。
マルセイユはベルリンにある国民学校に入学し、10歳よりギムナジウムへと進学する。1938年の4月から9月まで、彼は国家労働奉仕団に従事していた。
マルセイユは1938年11月7日、ドイツ空軍に士官候補生として入隊する。そして、クヴェードリンブルクで基礎訓練を受けた。マルセイユは規律にだらしなく、反抗的であるという評判が立ち、悩みの種であった。1939年3月1日、マルセイユは第4航空戦学校へと転属する。当時の同期には、ヴェルナー・シュレーアがいた。
マルセイユは1939年11月1日、ウィーンにある戦闘機パイロット養成学校での訓練を修了した。指導教官の中には第一次世界大戦のエースパイロットであった、ジュリアス・アリギがいた。マルセイユは1940年7月18日、優秀な成績で同校を卒業し、メルゼブルクの東部予備戦闘飛行隊へと配属される。
マルセイユの部隊はフランス軍の降伏までロイナ化学工場の防空任務をあてがわれた。1940年8月10日、カレー地区の第2教導航空団へと転属され、バトル・オブ・ブリテンに参戦する。彼は指揮官のヘルベルト・イーレフェルト大尉より高く評価された。

### バトル・オブ・ブリテン
1940年8月24日、イギリス上空における最初の空中戦で、マルセイユは熟練した敵と4分間の戦いを繰り広げ、撃墜した。英軍戦闘機はエンジンに被弾してイギリス海峡に墜落した。これがマルセイユの初撃墜だった。マルセイユは敵連合軍の戦闘機に上空から攻撃された。マルセイユは戦闘機を急降下させ、水面から数メートルのところで、機体を引き上げて、敵の機銃攻撃から逃げ切った。彼は「海面の上、すれすれを飛んで、私は逃げ切った。誰も追跡してこず、私はレーワルデンにまで帰投した。」と記している。
しかし、マルセイユのこの一連の行動は称賛されなかった。マルセイユは僚機を見捨て、単独で敵と交戦していたことがわかったためだった。マルセイユは航空戦の基本的なルールを破っていた。このような状況であったため、マルセイユは撃墜を手放しでは喜べず、空中戦の難しさを悟った。
1940年9月23日の爆撃機護衛任務の帰投の際、マルセイユの機体のエンジンはドーバー海峡で受けた敵機の攻撃により、グリ＝ネ岬から19 kmのところで不調をきたした。これはジョージ・ベニオンズ（en:George Bennions）による攻撃とみられる。別の情報源によれば、当該空域にいたロバート・スタンフォード・タック（en:Robert_Stanford_Tuck）ではないかとされる。マルセイユはHe 59に救助された。マルセイユはその日He 59に救助された唯一のドイツ人パイロットであった。そのため、タックはBf109を9時45分にグリ=ネ岬で撃墜した唯一のパイロットであったことから、マルセイユを撃墜した可能性がある。
ひどい疲労と低体温症で、マルセイユは野戦病院に送られた。基地に戻ったとき、マルセイユは非常に苦しい立場にいた。彼は指揮官の中隊長アドルフ・ブールを見捨てる形となり、ブールは戦死していた。マルセイユはイーレフェルトから厳しい叱責と最終警告を受け、他のパイロットたちはマルセイユを弾劾した。彼が他のパイロットを遠ざけたことや、その傲慢で反抗的な性格からイーレフェルトはマルセイユを第2教導航空団から放逐した。
また、この際、別の説明ではマルセイユは2対1の戦力差があるときには、戦いから退かなくてはならないという命令を無視したことがあったが、しかし、マルセイユの編隊の隊長機に敵機が近づくのを確認し、マルセイユは編隊を崩して、敵機を撃ち落とした。マルセイユは着陸時、この行動を褒められるものだと思っていたが、むしろ批判され、命令不服従の廉で3日間監禁処分となった。処分明け後、マルセイユは昇進を見送られ、部隊の中で唯一の少尉に甘んじていた。マルセイユにとっては耐え難い屈辱であり、航空団の指揮官が手柄を独り占めにするために、マルセイユを軽んじているのではないかと考えていた。
7機撃墜達成後、1940年10月初めに第52戦闘航空団へと異動となり、ヨハネス・シュタインホフとゲルハルト・バルクホルンの僚機を務めた。彼はこの期間中、4機の戦闘機を不時着や修理などにより『台無し』にした。
12月9日、ルドルフ・レッシュ中尉は仲間のパイロットを間抜けな豚呼ばわりしたマルセイユを自身の部屋に5日間監禁した。マルセイユはこのような反抗的な態度で度々処罰されており、例えば、ジャズへの傾倒や好色な行為や、プレイボーイ的なライフスタイルといった噂は絶えなかったため、シュタインホフはマルセイユを1940年12月24日、第27戦闘航空団に転属させた。シュタインホフは後年こう回想している。
マルセイユはとてもハンサムだった。彼はとても才能あるパイロットだったが信頼はできなかった。彼はいたるところにガールフレンドがいて、彼女たちと遊んだ結果彼にはパイロットに必要な休息の時間がなくなってしまい、飛行を許可するには疲れすぎている状態だった。…彼のとった無責任な行動が彼を追い出した主要な理由だ。しかし彼には抵抗できない魅力があった。
ジャズ音楽への傾倒や女遊び、公然としたプレイボーイ的生活、また反抗的な性格で2番機には向かなかったため、シュタインホフはマルセイユを第27戦闘航空団（JG27）へ転属させた。マルセイユがこの部隊に転属したとき、彼のキャリアが飛び抜けたものになることを予見することは困難だった。彼の新しい飛行隊長、エドゥアルト・ノイマンは回想している。
彼の髪の毛は長すぎたし、腕の太さほどもある軍規違反履歴書を持ってきた。イギリス海峡沿いでの戦闘で彼が主張する7機の撃墜のうち、4機は確認されなかった（撃墜は認められた）。大きな割合だ。それに何より、彼はベルリンっ子だった。イメージを作ろうとして、ベッドを共にした多くの女性について語ることを厭わなかった。その中には有名な女優もいた。彼は気性が荒く神経質で御しにくかった。30年後だったら、彼はプレイボーイと呼ばれただろう。
それにもかかわらず、ノイマンはマルセイユのパイロットとしての可能性をすばやく認識した。彼はインタビューで述べている。「マルセイユは軍規違反の常習者となるか、偉大な戦闘機パイロットになるか、二つに一つしかあり得なかった」。

### 北アフリカ到着
マルセイユの部隊はアフリカへ移駐する前、ユーゴスラビア侵攻の間、短期間、戦闘に参加し、1941年4月10日、ザグレブへ展開した。4月20日、トリポリから前線基地への飛行の途中で、マルセイユの機はエンジントラブルを起こし、目的地へ着く前に砂漠へ不時着を余儀なくされた。彼の中隊は、彼が安全に機から降りるのを確認すると、視界から去った。マルセイユは最初、イタリア軍のトラックをヒッチハイクして旅を続けたが、これでは時間がかかると気付くと、空軍の仮設基地で運を試した。最終的に彼は、前線への主要道路の兵站部を担当する将軍のところへ行って、翌日の作戦に間に合うようにしなければならないと説得した。マルセイユのキャラクターは将軍を動かし、運転手付きで車をあてがってくれた。「このお返しは50機撃墜でな、マルセイユ！」が将軍の別れの挨拶だった。マルセイユは21日に中隊に追い付いた。
4月23日、マルセイユは北アフリカで最初の撃墜を記録した。しかしこの日3度目の出撃で、マルセイユは英空軍第73飛行隊と行動を共にする自由フランス軍のパイロット、ジェームズ・デニス少尉（8.5機撃墜）のホーカー ハリケーンに撃墜された。マルセイユの機は操縦席付近に約30発の弾丸を受け、3、4発がキャノピーを砕いた。マルセイユが前屈みになったので、弾は数インチでそれた。マルセイユは何とか胴体着陸した。ジェームズ・デニスは1か月後の1941年5月21日にも、マルセイユを撃墜している。マルセイユはデニスと交戦したものの、デニスの機体には当たらなかった。ドッグファイトが続いた結果、デニスはまたもやマルセイユを撃墜した。マルセイユの機体Bf109-E型はドイツ軍後方のトブルクへと墜落した。
戦後の説明では、デニスはマルセイユに気づかないふりをして、マルセイユが近くに来るのを待ち、機体を横に滑らせて、機銃の被弾を避けた。マルセイユは運よく、顔の前、頭の後ろを弾丸がかすめ、墜落後には30発被弾していたことがわかった。
デニスとの戦闘の合間には、マルセイユは4月28日、ブリストル ブレニムを撃墜し、5人の乗員を墜落死に追いやった。ポーランド陸軍のイアン・インドリッヒはこの様子を目撃し、「ブレニムは私たちの頭上50フィート上空から轟音を立てて墜落していった。機銃の発射音があり、最初はブレニムが操縦ミスをし、私達を攻撃したのか、はたまた射撃位置が悪かったのかと思った。弾丸があちこち飛び交かったため、私達は退避しました。メッサーシュミットはブレニムの後尾について、射撃をしていたことがわかった。ブレニムはワジへと降下し、海へと出てメッサーシュミットから逃れようとしていたものの、メッサーシュミットが至近にいた。ブレニムは海へと墜落した。ブレニムは跡形もなく消え去った。メッサーシュミットは旋回し、再び内陸へと飛び去った。」
ノイマンはマルセイユに空戦技術を伸ばすための自己鍛錬を奨めた。この時までにマルセイユは、4機のBf109Eを壊していた。マルセイユの撃墜率は低く、6月から8月まで1機も撃墜できなかった。マルセイユは1941年6月14日に1度、そしてトブルクでの対空砲火による損傷で不時着を強いられるなど、2度の損傷に伴う着陸により、段々と不満が高まっていた。
敵の編隊へ突っ込む彼の戦術は、あらゆる方向からの銃火を浴び、その結果彼の乗機は修理不能なまでに被弾した。ノイマンは我慢できなくなったが、マルセイユはこの戦法に固執し、肉体的にも戦術的にもユニークな自己鍛錬プログラムを生み出した。それは、ずば抜けた状況判断、射撃術、大胆な操縦だけでなく、敵機を真後ろから追って撃つ普通のやり方ではなく、敵機を横から撃つ高角度の偏差射撃を好むという他に類を見ない攻撃戦術となった。マルセイユはこの戦術を僚機と共に帰投中に練習した。この結果マルセイユは偏差射撃の名人として知られるようになった。
マルセイユは恒常的に敵機を撃墜するようになると、時々、撃墜した連合軍航空兵を助けるために、遠く離れた撃墜地点へ、車で出かけていった。9月13日、オーストラリア空軍第451飛行隊のパット・バイヤースを撃墜すると、マルセイユはバイヤースの基地へ飛んでいき、オーストラリア兵にバイヤースの状況と手当について知らせ、数日後にその死を報せた。マルセイユは、ゲーリングがその種の飛行を禁止したと警告してからも、それを続けた。戦後、マルセイユの同僚のヴェルナー・シュレーアは、マルセイユが、この行為を、「飛行機を撃墜するのは好き」だが、「人殺し」が好きなのではないグループの「懺悔」として行っており、「我々は二つを分けようとしていた。マルセイユは我々にその逃げ道、懺悔を許してくれたと想像する」と語っている。
9月24日、マルセイユの練習は実を結び、南アフリカ空軍第1飛行隊のハリケーン4機撃墜と、初めて1回の出撃で複数機を撃墜した。12月中旬までにマルセイユは25機撃墜に達し、ドイツ十字章金章を受けた。11月から12月にかけて彼の中隊はドイツへ帰還し、Bf109F-4/Tropに機種転換した。この時点では19機～23機撃墜であっただろうといわれている。マルセイユは出撃中に複数の敵機を撃墜したことから、同僚の中では知られた存在となった。

### 「アフリカの星」
マルセイユはいつも自身の能力を高めようと努力した。彼は空中機動における非常に大きなGに耐えるため、脚と腹筋を鍛えた。また視力を向上させるため大量のミルクを飲み、サングラスを避けた。
ドイツ軍戦闘機の攻撃に対抗するため、連合軍パイロットは「ラフベリーサークル」というフォーメーションを考案した。この編隊を攻撃する敵のパイロットは、絶えず被攻撃側のパイロットの視野に入るため非常に効果的なフォーメーションであった。しかしマルセイユはこの敵の防御的編隊の上方あるいは下方から高速で突っ込み、急旋回をしながら2秒ほどの偏差射撃を行い、敵機を撃破した。マルセイユの戦法の効果は1942年初めからの戦果の伸びに現れ始めた。2月8日に4機撃墜して40機撃墜とし、2月12日にも4機撃墜して44機撃墜。同月は46機撃墜で騎士鉄十字章を受章した。

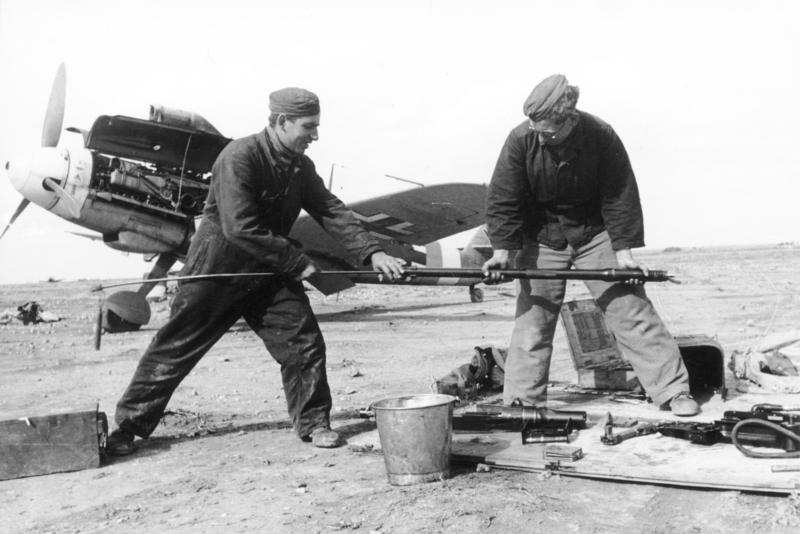
マルセイユの50機目撃墜後に整備を受ける「黄色の14」（製造番号8693）

マルセイユは、多くの人がどう見ても彼に不利と考える条件下で攻撃した。しかし彼の射撃術によって目標の一方の側面で飛ぶ2機の航空機の応射を回避できるため、十分に接近できた。マルセイユの素晴らしい視力がいちはやく敵を発見し、攻撃位置を取るための適切な行動と機動を行わせた。
マルセイユは、独特な戦闘方法を編み出し、北アフリカの視認性が高い空の状況では、小部隊を率いて戦闘を行なうことが安全且つ効率的であると考えた。マルセイユは戦闘中は単独行動をとり、僚機を安全な距離において、誤射や衝突しないようにしていた。
ラフベリーサークルの連合軍機を攻撃する際、マルセイユはフルスロットルを使う高速旋回よりもスロットルを一杯に絞り、フラップさえも下ろして旋回半径を小さくすることを好んだ。他のパイロットでこれを効果的に出来る者はおらず、エミール・クレイド（27機撃墜）は攻撃に失敗しても脱出できるよう、スピードを出して単一の相手に突っ込むことを選んだという。
マルセイユは彼独自の戦術をさらに深化させた。それはほとんどの他のパイロットたちとはっきり異なっていた。（ラフベリーサークルを攻撃するとき）彼はとてもゆっくり飛ばなければならなかった。墜落しないよう、着陸フラップを作動させなければならないところまで行った。もちろん上の防御的旋回より小さく旋回しなければならないからだ。彼と彼の搭乗機は一心同体であり、彼は搭乗機を他の誰にもできないほど意のままに操縦出来た。

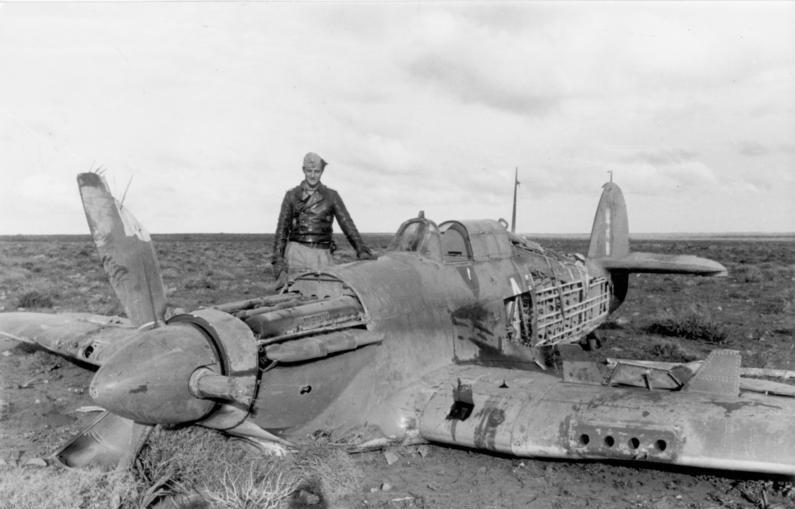
撃墜したホーカー ハリケーンの傍らに立つマルセイユ。1942年2月

フリードリッヒ・ケルナー（36機撃墜）も、これをユニークだと認めている。「旋回しながら（偏差射撃を）撃つことは、パイロットにとって最も難しいことだ。敵は防御的旋回をしている。それは、彼らがすでに旋回していて、目標機が照準レティクルの中へ入って行くことを意味する。彼の飛行機にうまく生気を取り戻させることによってのみ、彼の旋回半径は小さくなる。しかし彼がそれをしたら、彼の標的はほとんどの場合、彼の翼の下に姿を消す。そうすれば彼はもはやそれを見ることもせず、本能だけで射撃した。」しかし、敵機への攻撃は近接距離で実行されていた。マルセイユは上空から急降下し、敵機の下方へと潜り込み、敵機の下方より射撃し、急降下で得たエネルギーを使って、急上昇し、というプロセスを繰り返した。
彼の戦闘機パイロットとしての成功は、隊長職への昇任となった。1942年5月1日、早くも中尉に昇進し、6月8日に3./JG 27の中隊長となって、I./JG 27飛行隊長となったゲルハルト・ホムート中尉（63機撃墜）の後を継いだ。
マルセイユは友人ハンス＝アーノルト・シュタールシュミット（59機撃墜）との会話で、空対空戦闘に関する彼のスタイルとアイディアについて語っている。
私はしばしば戦闘を一連の流れとして捉える。私は英軍機の群の真っ只中でどの角度からでも射撃することができるし、決して捕捉されることはない。攻撃位置の確保は我々戦闘機乗りが習得していなければならない基本的事項だ。シュタールシュミット、君はいかなるポジションからでも撃てるようにならなければならない。左右の旋回から、ロールの中から、背面飛行をしているとき…いつでもだ。この方法だけが君の戦術をより発展させる。敵は戦闘の成り行き―一連の予知できない機動と行動、決して同じではなく、常に手近な状況から生まれてくる―を予測できないだけだ。それから初めて、君は敵の群の真っ只中に突っ込み、内側から吹き飛ばすことができる。
マルセイユは1942年5月13日、ガザラ南東からボンバ湾におけるイギリス空軍のP-40、12機と戦闘になり、危ういところを逃げ切った。彼は僚機と共に、P-40を撃墜した。彼はオーストラリア人パイロットの空軍将校、グラハム・ペースを撃墜した後、マルセイユのBf109はメッサーシュミットの編隊に損害を与えたとみられる空軍将校ジェフ・チンチェンによって、燃料タンクとプロペラに被弾した。そのような状況にもかかわらず、マルセイユは別のP-40を撃墜し、その後、満身創痍の自機と共にどうにか基地へと戻った。マルセイユのBf109の修理は2日間かかったとされる。この時で撃墜数は57機と58機を記録した。
数週間後の5月30日、マルセイユは65機目の撃墜を達成した。この時、彼はイギリス空軍のグラハム・ジョージ・バックランド機の尾翼を攻撃し、墜落させた。彼のパラシュートは開傘しなかったため死亡した。撃墜後、連合国側にあるP-40の墜落現場へと赴くが、バックランドの死体はドイツ側にあった。マルセイユは彼の墓を作ってやり、彼の書類を集め、身元を確認し、悔恨の手紙をバックランドが所属していた飛行場へと投下した。バックランドは21歳の誕生日の2日前に死亡していた。
彼が完成させた攻撃方法は高い撃墜率を誇り、結果複数機撃墜が増えることとなった。6月3日、マルセイユは単機で16機のP-40の編隊を攻撃し、南アフリカ空軍第5飛行隊の6機を撃墜、そのうち5機は6分間で撃墜し、3人のエース、ロビン・ペア（6機撃墜）、ダグラス・ゴールディング（6.5機撃墜）、アンドレ・ボウサ（5機撃墜）を含んでいた。これにより彼のスコアはさらに伸び、75機撃墜を記録した。マルセイユは6月6日、柏葉付騎士鉄十字章を受章した。彼の僚機ライナー・ペットゲンは「空飛ぶ計数機」とあだ名されたが、この戦いについて下記のように述べている。
全ての敵は凄まじい旋回による格闘戦でマルセイユによって撃墜された。彼は射撃時、敵機に対し数秒撃つのみであった。彼の射弾の命中パターンは、敵機の機首エンジン部分からコクピットまで命中するのが常だった。どうして彼がこれを出来るかは、彼にも説明できなかった。どの格闘戦でも、彼はスロットルを可能な限り絞った。これが彼の搭乗機の急旋回を可能にした。この空中戦での彼の弾薬消費量は360発（1機撃墜あたり60発）だった。
またシュレーアはマルセイユの戦闘方法について下記のように述べている。
彼は私が見た中で最も驚くべき、独創的な戦闘パイロットだった。彼は多くの場合、とても幸運でもあった。彼は10対1で相手が数に勝る戦いにしばしば単独で飛び込むことを厭わなかった。彼は空中戦におけるあらゆる基本的なルールを覆した。
6月17日に100機目の撃墜を果たすと、マルセイユは2ヶ月の休暇のためドイツへ帰り、柏葉・剣付騎士鉄十字章を受章した。8月6日、マルセイユは婚約者のハンネ＝リース・キュッパーに同行されて北アフリカへ戻る旅に発った。8月13日、マルセイユはローマでベニート・ムッソリーニに会い、勇敢さに対するイタリアの最高軍事勲章、戦功金章(イタリア語: Medaglia d'oro al Valore Militare)を授与された。イタリア滞在中、マルセイユは、ローマのゲシュタポの長官ヘルベルト・カプラーによって提出された行方不明者報告をドイツ当局に集めさせて、しばらくの間、姿を消した。彼は最終的に居所を突き止められた。噂によると、彼はイタリア女性と逃げて、ついには原隊に戻るよう説得された。幸い事件については不問となり、この不謹慎な行為についてマルセイユには何の処分もなかった。
婚約者をローマに置いて、マルセイユは8月23日、戦闘任務に戻った。9月1日はマルセイユが最も成功を収めた日で、1日に17機を撃墜し、121機撃墜とした。これは、西側連合国空軍機が1人のパイロットによって1日に撃墜された最多機数である。これによりマルセイユは柏葉・剣・ダイヤモンド付騎士鉄十字章を受章したが（9月3日付）、この勲章はヒトラーが直接授与する決まりであるため、生前に受け取ることはできなかった（兄の証言では、死後も勲章を渡されることがなかったという）。ただ1人のパイロット、エミール・ラングが1943年11月4日、東部戦線でソ連空軍を相手に、18機撃墜を記録した。17機の敵機撃墜には10分間での8機も含まれており、この手柄の結果、イタリア王国空軍中隊からキューベルワーゲンをプレゼントされた。その車にイタリアの僚友は"Otto"とペイントした（Ottoはイタリア語で8）。そして9月には54機を撃墜することになり、彼が最も多く撃墜を重ねた月となった。9月3日、マルセイユは6機撃墜して132機撃墜としたが、カナダのエース、ジェームズ・フランシス・エドワーズからの攻撃を受け被弾した。当時の空軍発行の週刊誌デァ・アードラー(Der Adler)は、1942年の14機撃墜について報道している。マルセイユは戦闘機パイロットとしてスーパースター扱いとしてプロパガンダで祭り上げられ、死後もそのように扱われた。彼は定期的に写真を印刷されたポストカードにサインをしていった。デァ・アードラー以外にも、彼の業績はベルリナー・イルストリールテ・ツァイトゥングやディー・ヴェアマハトでも取り上げられていた。

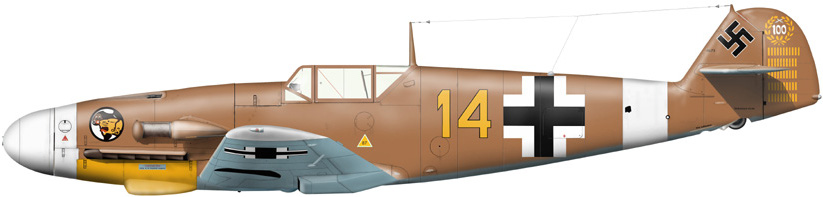
マルセイユのBf109F-4/Trop（製造番号8673。1942年9月、151機撃墜時）

3日後、エドワーズがマルセイユの戦友、ギュンター・シュタインハウゼンを撃墜した。翌日の9月7日、もう1人の戦友、ハンス＝アーノルト・シュタールシュミットも戦闘中行方不明となった。これら一連の不幸な出来事はマルセイユの心に重くのしかかり、彼の人生の最後の数週間、彼は話すのもやっとの状態で、黙考し塞ぎ込むことが多くなった。また度重なる戦闘による過労から睡眠時遊行症と心的外傷後ストレス障害とみられる症状も現れていたが、マルセイユはこれらを全く意に介さなかった。
マルセイユは9月15日の7機撃墜（通算151機撃墜）を含め、9月の間中複数機撃墜を続けた。9月16日から25日までの間、マルセイユは戦闘後の不時着で腕を骨折したためスコアを伸ばすことが出来なかった。その結果、彼は、エドゥアルト・ノイマン司令から飛行を禁ぜられた。しかし同じ日、イタリア空軍第4飛行団第9中隊のエース、エマニュエレ・アンノニのMC.202をテスト飛行のために借りた。しかしイタリアの飛行機はスロットルの操作がドイツの飛行機と逆なので、マルセイユは誤ってエンジンのスイッチを切ってしまい、一度限りの飛行は胴体着陸に終わった。
マルセイユは9月19日に大尉に昇進した。
マルセイユは彼の友人、ハンス＝アーノルト・シュタールシュミットの撃墜数59機を、わずか5週間で超えそうだった。しかしながら、連合軍の大量の物的優位は、数で劣るドイツ軍パイロットの置かれた状況が厳しいものであることを意味していた。この時点におけるドイツ空軍戦闘機部隊の力は、英軍の総勢約800機に対して112機（うち65機が出動可能）だった。マルセイユは、度重なる出撃によって肉体的に消耗していった。9月26日の彼の最後の戦闘の後、この日、7機目の撃墜を記録した15分に及ぶスピットファイアとの戦闘を終えて、疲労のため倒れんばかりになっていたと伝えられている。
特に注目すべきはマルセイユの158機目の撃墜である。9月26日午後に着陸した後、彼は肉体的に疲れ切っていた。いくつかの記事は、彼の中隊のメンバーが疲労で憔悴しきったマルセイユの姿を見て明らかにショックを受けたことをほのめかしている。マルセイユ自身の説明によると、彼はスピットファイアのパイロットに、高高度から低空まで降りてくるほどの凄まじい格闘戦を挑まれた。マルセイユは、いかに彼と敵の双方が相手の後尾につこうと努力したか、詳しく話した。お互いが射撃位置を取り合い、機銃を撃ち合ったが、その度に追われる側はそれを回避し体勢を逆転させた。最後に燃料の残りわずか15分で、彼は太陽へ向かって上昇した。英軍戦闘機はそれを追い、まぶしい光に幻惑された。マルセイユは急旋回とロールを行い、100 mの距離から射撃した。スピットファイアは射弾を受け、翼が吹き飛び、パイロットを乗せたまま地面に激突した。マルセイユは書いている。「あれは私がこれまで相手にした中で、最もタフな敵だった。彼の旋回は素晴らしかった。…私は、それが私の最後の戦いになるのではないかと思った」。なお、彼と彼の部隊は不明のままである。

### マルセイユの最期
9月26日の2回の任務は、Bf109G-2/Tropで行われ、そのうちの1回でマルセイユは敵機7機を撃墜した。Bf109G-2/Tropの最初の6機は、飛行隊のBf109Fと交換することになっていて、全機がマルセイユの第3中隊へ割り当てられた。マルセイユは以前は、新型機を使えという命令をエンジン故障率の高さから無視していたが、アルベルト・ケッセルリンク元帥の命令で、しぶしぶ従った。そのうちの1機が、マルセイユが最後に飛ばすことになる製造番号14256機だった（「黄色の14」は書き込まれていなかった）。
続く3日間、マルセイユの中隊は休養し、飛行任務を休んだ。9月28日、マルセイユはエルヴィン・ロンメル元帥から、彼と一緒にベルリンへ戻ることを求められた。ヒトラーが9月30日にベルリン・スポーツ宮殿で演説をすることになっており、ロンメルとマルセイユが参列することになっていたためである。しかしマルセイユは、自身が前線で必要とされ、すでにその年、3ヶ月の休暇を取っていることを引き合いに出して、この申し出を固辞した。一方で彼は、婚約者のハンネ＝リース・キュッパーと結婚するため、クリスマスに休暇が欲しいと漏らしていた。
9月30日、マルセイユはJu 87の護衛任務で第3中隊を指揮し、部隊の引き揚げをカバーして、JG27を支援するために展開していたIII./JG53による外側の護衛を解除しようとしていた。マルセイユの飛行は付近の敵機へと電波誘導されたが、敵は退却して戦闘は起こらなかった。マルセイユは、III./JG 27を交戦させようと指揮するノイマンへと、方角と高度を誘導した。マルセイユは、8./JG27中隊長ヴェルナー・シュレーアがスピットファイア1機を撃墜したのを10時30分に無線で聞いた。基地へ戻る途中、マルセイユの新しいBf109G-2/Tropの操縦席は煙で一杯になり始め、目が見えなくなって半ば窒息し、僚機のヨスト・シュラングとライナー・ペトゲンによって誘導され、ドイツ軍の戦線まで戻った。味方戦線にたどり着くと、マルセイユ機はパワーを失い、どんどん降下していった。ペトゲンは「あと約10分でシディ・アブデル・ラーマンのホワイト・モスクに着きます。そうすれば味方の戦線内です」と大声で叫んだ。この時点でマルセイユは搭乗機をもはや飛行不能とみなし、ベイルアウトを決意した。彼の同僚への最期の言葉は、「脱出する。もうこれ以上は無理だ」だった。
エドゥアルト・ノイマンは指揮所で自ら任務を指揮していた。
私は指揮所にいて、パイロット間の無線交信を聞いていた。私は即座に、何か深刻なことが起きたと理解した。私は彼らがなお飛んでいて、彼らがマルセイユを我々の領域まで連れて行こうと試みており、彼の機が大量の煙を発しているのが分かった。
マルセイユの周囲に緊密な編隊を組んで飛んでいた中隊各機は、マルセイユ機が機動するために必要な空間を与えるため離れた。マルセイユは、ベイルアウトの標準作業である背面飛行になったが、煙と軽い方向感覚の喪失のため、機が急降下（70度から80度）に入り、かなりの速度（時速約650 km）に達していることに気付かなかった。彼は操縦席から脱出しようと努力し機外に飛び出したものの、プロペラ後流で後方へ飛ばされて搭乗機の垂直尾翼に左胸を強打、即死あるいはパラシュートが開けないほどの人事不省に陥った。そのままほぼ垂直に落下し、シディ・アブデル・ラーマンの南7 kmの砂漠の大地に激突した。事故の後、パラシュートには40 cmの大穴が空き、キャノピーは放り出されていたが、マルセイユの遺体を収容すると、パラシュートのリリース・ハンドルは「安全」のままになっており、彼がそれを開こうともしなかったことを明らかにしていた。第115装甲擲弾兵連隊の連隊付医師、ビック軍医は、遺体を点検していて、マルセイユの腕時計がちょうど11時42分で止まっているのに気付いた。ビック軍医は、前面地雷原のすぐ後方に配置されていたので、墜落現場に最初に到着した人物となった。彼はマルセイユの墜死も目撃していた。
彼の検死報告書で、ビック軍医は述べている。
パイロットは腹ばいに眠っているかのように横たわっていた。彼の両腕は胴体の下に隠れていた。近付くに従って、頭蓋骨の砕けた側から出る血の海が見えた。脳みそが露出していた。死んだパイロットを仰向けに寝かせてフライトジャケットのジッパーを開けると、柏葉・剣付騎士鉄十字章が見え、私はすぐに、これが誰か分かった。給与帳もそれを教えてくれた。
ルートヴィヒ・フランツィスケット中尉が砂漠からマルセイユの遺体を回収した。マルセイユは中隊の病室に厳かに横たえられ、彼の同僚たちは彼らの尊敬を表すため一日中やってきた。手向けとして、彼らはマルセイユが好んで聞いた「ルンバ・アズール」のレコードを、その日が終わるまで何度も何度もかけた。マルセイユの葬式は10月1日、デルナの英雄墓地で行われ、アルベルト・ケッセルリンク元帥とエドゥアルト・ノイマン少佐が弔辞を捧げた。マルセイユの第3中隊はヨスト・シュラングが後任で隊長となった。
墜落の調査が急いで行われた。委員会報告は、墜落がオイル漏れによる差動ギアの破損で起きたと結論付けた。そして平歯車の歯が何本も折れて、オイルに火をつけた。サボタージュや人的ミスは除外された。製造番号14256の機体はイタリアのバーリ経由で部隊へ運ばれた。マルセイユの墜死という悲劇的に終わったこの機の任務は、これが最初の任務だった。
ヨスト・シュラングとライナー・ペトゲンの証言により、ノイマンは、「火事はなく、グリコール漏れがエンジン不調を引き起こしたのだ」と結論付けた。彼はマルセイユが火事によって煙が充満した中で、9分間も会話ができたとは思えなかったため、火災の存在を否定した。

### マルセイユの死の衝撃
JG27は、マルセイユの死によるショックのため士気が低下し、約1ヶ月間アフリカから離された。ちょうど3週間前の他の2人のエース、ギュンター・シュタインハウゼンとマルセイユの友人ハンス＝アーノルト・シュタールシュミットの死も、かつてなく士気を下げた。ある伝記作家は、これらの結果は、マルセイユの指揮の拙さによって引き起こされたと示唆する。しかしそれは彼にとってどうすることもできないものであった。マルセイユの撃墜数が多くなればなるほど、彼の中隊は、より一層彼に依存するようになった。それだけに彼の死はJG27にとって想定外のことであった。
歴史家のハンス・リングとクリストファー・ショアは、マルセイユの昇進については自身の実績に拠るところが大きく、他のパイロットたちが撃墜数を稼ごうとしなかったこと、彼ら自身が撃墜王になろうともしなかったことを指摘する。彼らはマルセイユという空中戦の「巨匠」が敵機を撃墜するための援護を行ないはしたが、援護に専念したために彼ら自身が空中戦への参加が少なくなり、航空団の総合的な空中戦技術の向上が妨げられることとなった。そのためマルセイユが戦死した時、彼の後を継ぐ撃墜王がいなかった。エドゥアルト・ノイマンは説明する。
撃墜数を稼ぐパイロットが少ないというハンディは、マルセイユのようなパイロットが撃墜数を稼ぎ出すことで、中隊全体の士気が上昇し、部分的には克服できた。実際のところ、マルセイユの中隊のパイロットの大部分はマルセイユの援護機として二次的な役割を担っていた。
マルセイユの死による、西側連合国とその士気への影響は良くわかっていない。アンドリュー・トーマスはイギリス空軍将校のベート・ホールの「マルセイユは極めて腕の良いパイロットだったし、射撃の腕も良かった。戦いを挑んでも、いつも勝てなかったし、足下に及ばなかった」という発言を引用している。一方で、ロバート・テートは西側のパイロットがマルセイユをよく知っていたかどうかに懐疑的で、「マルセイユがドイツ空軍で良く知られていたか？という点については、知られていたとは思えない。西側のパイロットの何人かはマルセイユのことを知っていたかもしれないが、連合国空軍内で即座に情報共有がされていなかった。パイロットがお互いによく知っていて、決闘をするというのは小説の中での話であって、恐らく作り話だろう」と述べている。

## 大衆への人気
マルセイユはドイツ軍のニュースで4回登場している。最初は1942年2月17日のことで、アドルフ・ガーランドが砂漠にある航空基地を訪問したときである。2回目は1942年7月1日のことで、マルセイユが柏葉付騎士鉄十字章をヒトラーから授与されたときである。3回目は1942年9月9日のことで、マルセイユが1942年9月1日に17機撃墜を達成し、柏葉・剣・ダイヤモンド付騎士鉄十字章を授与されたときである。最後は1942年9月30日、エルウィン・ロンメルを訪問したときの映像である。
1942年には雑誌や新聞などがマルセイユを盛んに取り上げていた。Der Adlerは1942年7月7日号と7月14日号でマルセイユの写真を表紙に起用した。マルセイユの死は1942年10月21日、10月28日号で取り上げられた。シグナル誌は1942年9月号に彼を表紙に起用した。Berliner Illustrirte Zeitungは1942年7月4日号に彼を表紙として起用した。

## ナチスとの関わり
ドイツ軍事史研究所(MGFA)は2013年初頭にマルセイユの簡潔な評伝を出版し、その中では「マルセイユの軍人らしからぬ虚勢と正直な性格はナチズムとはかけ離れているとするということが、よく大衆文学では描かれているが、それは違う」と評している。ドイツ軍事史研究所は、マルセイユの学術文献はないために、「マルセイユはその生涯の行動又は一部の行動において、自由と正義（現在でも軍隊では伝統の規範）のための行動が称賛を得ていた」としている。
2019年には、エーベルハルト・バークとハイナー・ミュラーズは、共著作品である、『ドイツ空軍とその伝統 ドイツ空軍の歴史』という本を出版した。同文献中では、マルセイユと彼の性格について議論をしている。マルセイユについての物語はナチスのプロパガンダによるところが大きいとしている。マルセイユの名声が現代ドイツ軍の模範に値するかどうかは懐疑的である。しかしながら、ヴェルナー・メルダースの様に、マルセイユは政治的バックグラウンドが無い兵士で、第三帝国が支配的な状況であっても、なおも非政治的な兵士であったとしている。

## エピソード
いくらかの伝記では、総じて彼は権威と国民社会主義へ嫌悪感を抱いていたと説明される。ある伝記作家、例えばコリン・ヒートンはマルセイユを「反ナチであることを隠そうとしない」と評している。マルセイユがヒトラーに初めて面会したのは1942年のことであったが、ヒトラーに対しては良い印象を抱かなかったようである。マルセイユがアフリカに帰還した後のことを、エドゥアルド・ノイマンはこう回想している「マルセイユが初めてヒトラーと面会後、マルセイユは帰還後、ヒトラーのことを変なやつだと言っていた」。マルセイユは、ヒトラーとナチス党には魅力を感じていなかった。何人かの上級将校（アドルフ・ガーランドとニコラウス・フォン・ベロウを含む）がマルセイユの勲章授与式中の発言を耳にしている。フォン・ベロウはマルセイユにナチス党に入党するのか尋ねると、マルセイユは何人かが聞く中で、「入党に値するかどうかは魅力的な女性がいれば考えます。」と答えた。この返答により、ヒトラーはうろたえて、マルセイユの振る舞いにより困惑したままになってしまった。
Bf109の開発者であり設計者でもあるウィリー・メッサーシュミットの自宅で、マルセイユはヒトラー、マルティン・ボルマン、ナチス党のNo.2であるヘルマン・ゲーリング、SS長官ハインリヒ・ヒムラー、宣伝相長官ヨーゼフ・ゲッベルスの面前でアメリカンジャズをピアノで弾いた。ヒトラーは部屋を立ち去ったとされる。マグダ・ゲッベルスは、マルセイユのいたずらを面白がり、アルトゥール・アクスマンは「ラグタイム」がヒトラーの面前でピアノ演奏されているのを聞いて、血が凍り付く思いだったと述べている。マルセイユはこのような行為があったにもかかわらず、後月、別のパーティーに招かれた。カール・ヴォルフ親衛隊大将はマルセイユ訪問中、マルセイユがユダヤ人などへの犯罪について話していることを聞いたと証言している。彼はこう述べている。
オディロ・グロボクニクと私はラインハルト・ハイドリヒ暗殺後に本腰を入れ始めたラインハルト作戦について話しあっており、また、ソビボルとトレブリンカで収容所を建設したことも話していた。私はその場にいたヒムラーによって召喚されたルドルフ・フェルディナント・ヘス（後のアウシュヴィッツ所長）に新しい収容所（アウシュヴィッツのこと）に関して、知っていることや兵站に関して尋ねた。グロボクニクは私とカルテンブルンナーにリディツェは一掃が完了し、全ユダヤ人とチェコ人の殺害も同様に完了したと報告した。私はその場にいたこの若いパイロットが後にマルセイユだと知り、きっと立ち聞きしていたに違いないと考え、私はマルセイユに何か言ったほうが良いかと考えたが断念した。
マルセイユは部隊に戻り、彼は友人のパイロットにユダヤ人に対して何が起きているのか聞いたことがあるかどうか、自分が知らぬところで何が起きているのかを確認した。フランツィスケットはユダヤ人が東方に移住させられているということくらいしか知らなかったと思い返している。マルセイユは自分の近所から姿を消したユダヤ人について、生まれた時の担当医を含めて、確認しようとした。彼は既にエース・パイロットとして名をはせていたが、マルセイユがこの話題を持ち出すと皆沈黙したり、話題を変えたりしたり、あるいはその場を立ち去ったりした。フランツィスケットはこの時、マルセイユがナチスドイツの国是に背を向けたことに気づいた。マルセイユは二度と仲間内でこの話題を持ち出さなかった。
マルセイユが従者として採用した黒人男性との友情も反ナチズムの個性を表すものとして使われる。1942年、マルセイユは黒人の南アフリカ軍の戦争捕虜、マシュー・レトゥク（愛称はマティアス）伍長と仲良くなった。マルセイユは彼をヨーロッパの捕虜収容所へと移送するよりも、従者として受け入れた。時が過ぎ、マルセイユとマシューはかけがえのない友人同士になった。マルセイユはマシューがドイツ軍の他の部隊でどのように扱われるかを懸念しており、「自分の赴任先にはマシューも随行すること」と述べたことがある。マルセイユは上官のノイマンから確約をもらい、もし、マルセイユの身に何かあった時には、マシューは部隊に留め置くことも確約した。マシューは終戦まで第27戦闘航空団に留め置かれて、1984年に亡くなるまで、戦後の同窓会に出席していた。
伝記作家のロバート・テートは彼について更なる考察を推し進めた。マルセイユの研究中、ロバートはコルビーカレッジの歴史学学部長のラファエル・シェック博士にコンタクトをとった。シェックは『ヒトラーのアフリカ人犠牲者 1940年のドイツ陸軍による黒人フランス兵の虐殺』という本を出版しており、ナチスドイツ時代の人種理論の専門家として知られている。マルセイユについての知識は乏しかったが、シェックはマルセイユとマシューの友人関係はナチスの命令に反するものであると認識している。マシューは第27戦闘航空団ではレトゥクとして知られているが、彼はトブルク要塞で1941年6月21日朝、ドイツ軍によって捕虜となった南アフリカの兵士だった。マシューは当初は第3中隊の運転手として働いていたが、マルセイユと友人となり、アフリカにおける彼の従者となった。シェックはマルセイユがマシューを従者として扱うことが礼儀を失しているのかについて疑問を呈した。シェックは「マウトハウゼン収容所では個人の従者として黒人を持つことがあったことは知っているが、しかし、これは礼儀正しく扱ったものではない。とはいえ、マルセイユにも同様の側面があったかというとそうでもない。」と述べた。マルセイユの振る舞いをめぐる疑問について、シェックは「第三帝国の中では、このような数多く見られた差異に慣れているため、おかしなこととは思わない。しかし、彼の行ないは恐らく、他の多くの研究者を驚かすことになるだろう。」と述べている。テートはまた、マルセイユの様々な嗜好、エルネスト・レクオーナによるキューバのルンバやジャズ、スイングといったものはナチスの理想に対して、抗っていたとしている。

## 墓標・顕彰
彼の墓碑の碑文には、「無敗」とたった一言が刻まれている。マルセイユの遺骨はデルナから運び込まれ、トブルクの記念庭園に再度埋葬された。小さな粘土製の棺には4133という番号が刻まれている。最後から二番目の乗機であるBf109-F4型（製造番号8673）の尾翼には、158機撃墜のマークがしるされており、ベルリンのドイツ連邦軍博物館に展示されている。当初はヘルマン・ゲーリングから寄贈されたものの、後に博物館へと寄贈された。
マルセイユの墜落地点には、戦時中イタリアの建築家によってピラミッドが作られたが、歳月が過ぎて朽ちてしまった。1989年10月22日、エデュアルド・ノイマンとその他第27戦闘航空機団の元兵士たちはエジプト政府の協力の元、新しいピラミッドを建立した。2019年には、芸術家のヘバ・アミンが、ナチスによって退廃芸術として迫害された芸術と芸術家を顕彰したゾーリンゲンの博物館にマルセイユのピラミッドを再建した。レプリカのピラミッドは、彼女の展示である果物の魔王の一部の展示であり、ヒトラーのアフリカ戦線中のヨーロッパのイデオロギーの遺物の象徴として作られた。
マルセイユが死去して数週間後、第27戦闘航空団第3中隊はマルセイユ中隊と名を変えた。

## 戦績
マルセイユは初の実戦を翌日1940年8月13日に迎え、1940年8月24日に初撃墜を達成し、2年余りの間に、157機撃墜を達成する。出撃回数は382回である。

### 戦績についての論争
連合国側の記録とドイツ側の記録にかなりの不一致があり、連合国側の退役軍人はマルセイユの撃墜数、更には第27戦闘航空団全体の撃墜数にも疑問を投げかけている。1942年9月1日に第27戦闘航空団が成し遂げた、26機撃墜に注意が払われており、26機中17機がマルセイユが単独で撃墜したものであるとされている。アメリカ空軍の歴史家、ロバート・テート少佐はこう述べている。「何年もの間、多くのイギリスの歴史家と軍国主義者は北アフリカでの航空機の被害を認めたがらない。注意深く記録を観察すれば、イギリス空軍と南アフリカ軍はその日、マルセイユの作戦区域で17機より多くの航空機を失っていることがわかる。」テートはまた、イギリス空軍の単発戦闘機20機と双発戦闘機1機と、その他数機に加え、アメリカ空軍もP-40を損失しているとした。しかしながら、テートはマルセイユの総撃墜数の65 %から70 %が共同撃墜によるものであり、つまりは彼の撃墜数の50%が実際には撃墜していなかったかもしれないとしている。テートはマルセイユの共同撃墜率とP-40の上位6名のパイロットの共同撃墜率とを比較した。カナダ人のジェームズ・フランシス・エドワードの記録は100 %を記録し、その他のエース・パイロット、クライブ・コールドウェル（総撃墜数の50 %から 60 %が共同撃墜）、ビリー・ドレイク（同60 %から70 %が共同撃墜）、ジョン・ロイド・ワディ（同70 %から80 %が共同撃墜）、そしてアンドリュー・バール（同60 %から 70 %が共同撃墜）であり、これらのパイロットと比較すると、マルセイユの撃墜数については大体同じ比率であることがわかる。クリストファー・ショアーズとハンス・リングも、テートのこの結論を支持している。イギリスの歴史家、スティーブン・バンゲイはその日の連合国側の損失は20機であるとしている。
しかし、1942年9月15日の撃墜数については、オーストラリアの歴史家ラッセル・ブラウンが初めて詳細に記録を調査した結果、かなり疑わしいと言わざるを得ないとしている。ブラウンはマルセイユが撃墜できなかった3つの事例をあげている。クリストファー・ショアーズと彼の共著者は、マルセイユは1942年9月については、時折撃墜数を誇張していたとも記している。彼らはマルセイユは自分の能力にかなりの自信を持っていたことから、「自分（マルセイユ）が射撃すれば、敵機は必ず墜落する」と思っていたに違いないと結論付けた。彼らはマルセイユの撃墜数の2/3から3/4は破壊されたか、不時着、少なくとも大きく損傷したのいずれかであっただろうとしている。

## 映画
- 『撃墜王 アフリカの星』（1957年、IMDB）- マルセイユの戦歴を描いた映画。マルセイユ役をヨアヒム・ハンセンが演じている。